# Castillo de Abbadie

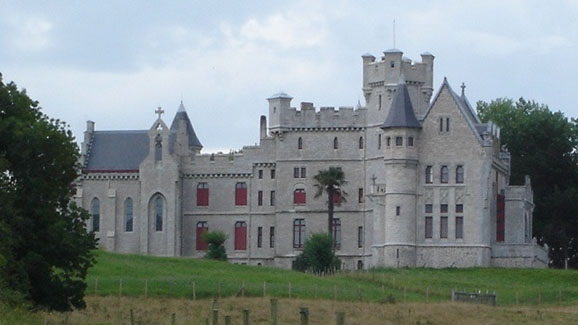
Castillo de Abbadie.

Castillo de Abbadie en francés château-observatoire Abbadia es de estilo neogótico, situado en la comuna de Hendaya (Pirineos Atlánticos), en la provincia de Labort (a 6 km de Saint-Jean-de-Luz y 1 km de Hendaya). Construido por Eugène Viollet-le-Duc y Edmond Duthoit por encargo de Antoine d'Abbadie, está clasificado como monumento histórico y Maison des illustres. Las ricas colecciones científicas, de archivos y de mobiliario son originales y representan un considerable patrimonio cultural representativo del siglo XIX.

## El proyecto y la construcción

### Los orígenes y fuentes de inspiración
Una casa frente a la iglesia lleva el nombre de Abbadia. En el XVIII Jean Menvielle, notario, fue conocido como Abbadie d'Arrast, por parte de su abuela paterna. Fue el abuelo de Antoine d’Abbadie nacido en Dublín (en Irlanda) en 1810 de padre vasco y madre irlandesa. La familia d’Abbadie, instalada en Toulouse entre 1820-1827, visitaba regularmente la costa vasca. Luego se estableció en París hasta 1837. Antoine se unió entonces, con su hermano Arnauld, a una expedición de una docena de años en Abisinia (Etiopía); el futuro castillo estaría impregnado por esta región. Como era común en la época, los dos hermanos d’Abbadie deseaban abrir el camino a los misioneros católicos, sin éxito, aunque sin duda les fue útil esta red. Abandonaron el África oriental a finales de 1848 y mantuvieron relaciones con señores etíopes.
Después de una breve estancia en los confines del Bearne, Antoine d’Abbadie se instaló en Urrugne en 1849 y continuó viajando por sus investigaciones en Noruega, España, Argelia, etc. En 1852, fue elegido miembro correspondiente de la sección de Geografía y Navegación de la Academia de Ciencias de París. El tren llegó a Bayona en 1855 y a Hendaya en 1864, facilitando las relaciones entre la costa vasca y París. A pesar de todos sus desplazamientos a la Academia de Ciencias y al extranjero, Antoine d’Abbadie, muy apegado a la cultura vasca, como ilustran las inscripciones y los archivos del castillo, continuó sus trabajos sobre la lengua vasca. También creó en Urrugne festivales vascos y lanzó concursos (poesía, pelota, irrintzina, ganado...) a partir de 1851. A su muerte, fue apodado Euskaldunen Aita debido a su dedicación a la cultura vasca.

En 1859, Antoine d’Abbadie se casó con Virginie de Saint-Bonnet (1828-1901), originaria del Delfinado y, de 1864 a 1870, construyó el castillo en la cornisa vasca. La pareja d’Abbadie se involucró considerablemente en la construcción del edificio.

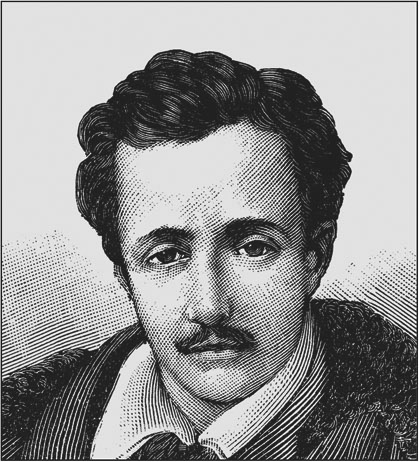
Antoine d'Abbadie d'Arrast, Euskaldunen Aita.
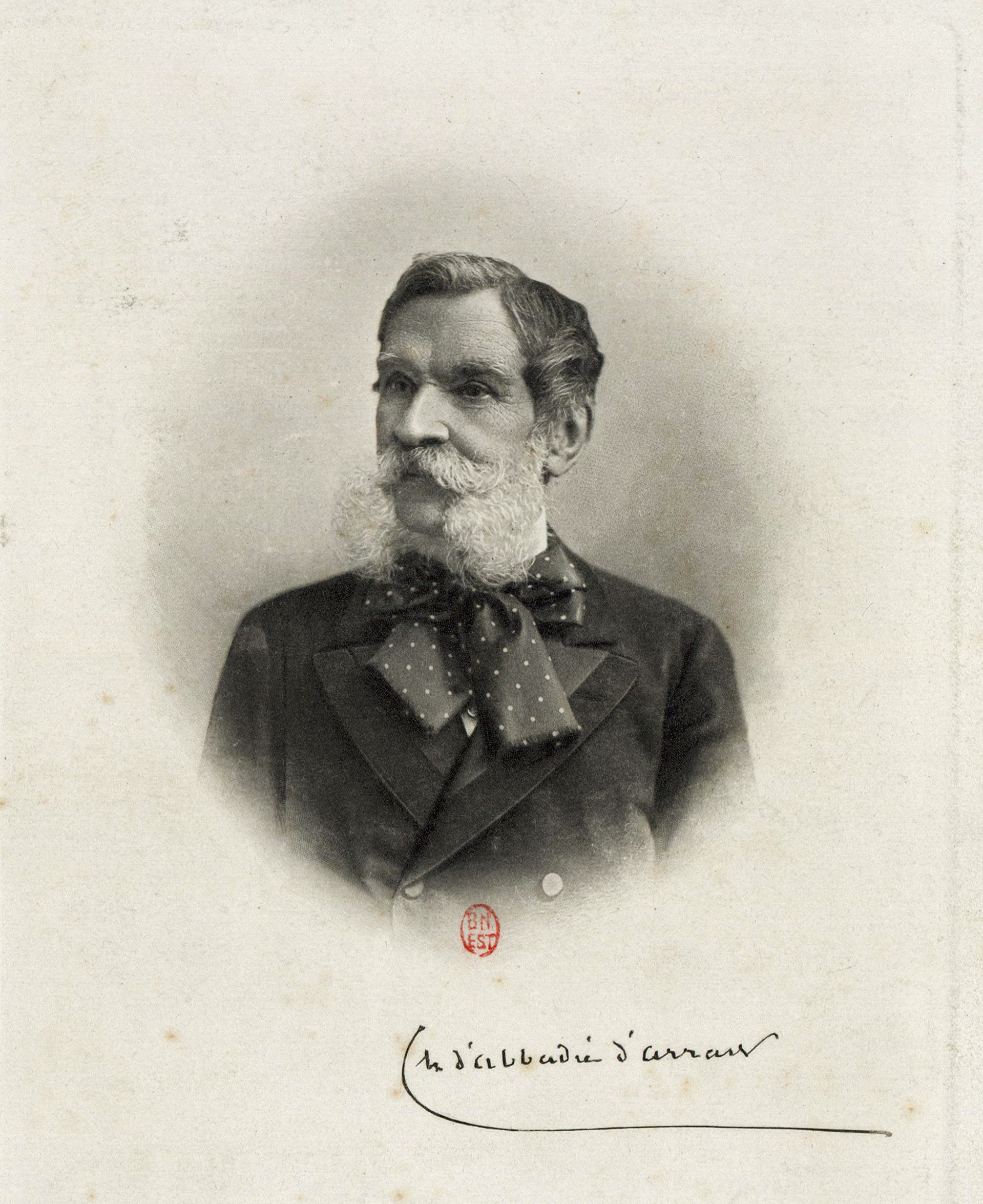
Charles d'Abbadie d'Arrast.
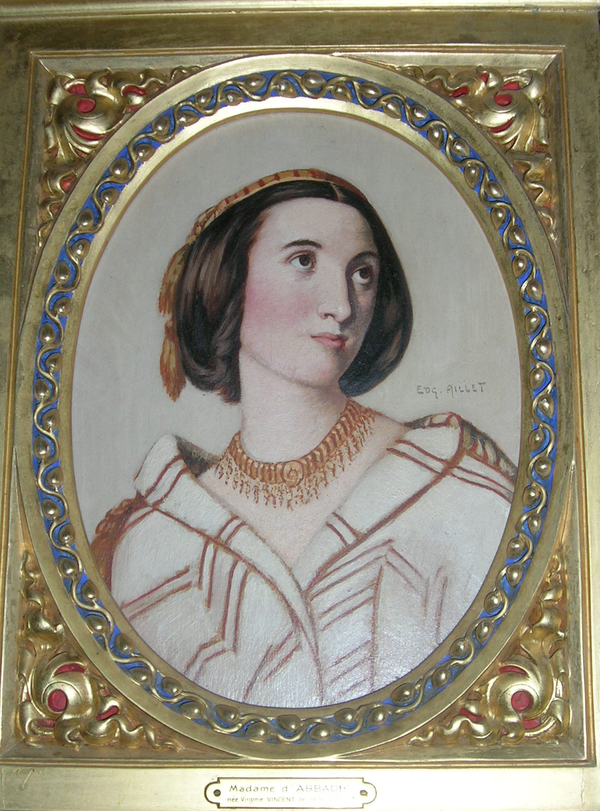
Virginie Vincent de Saint-Bonnet, su esposa.
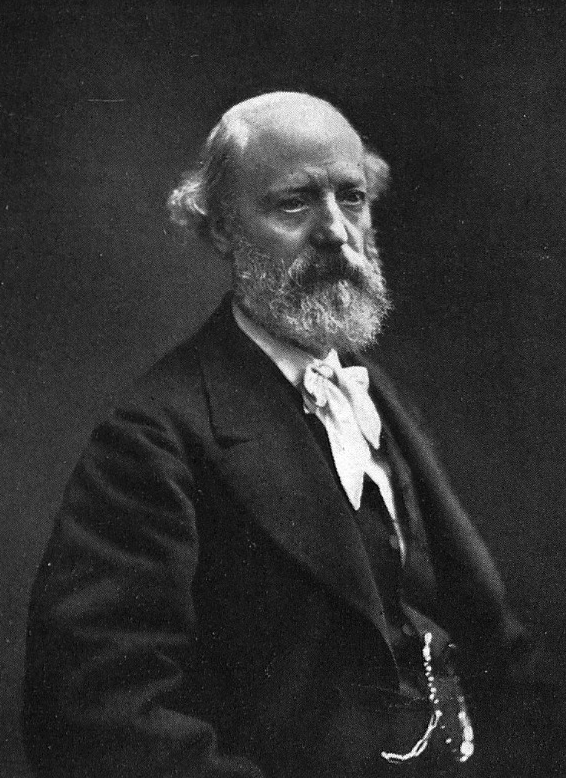
Eugène Viollet-le-Duc, arquitecto.
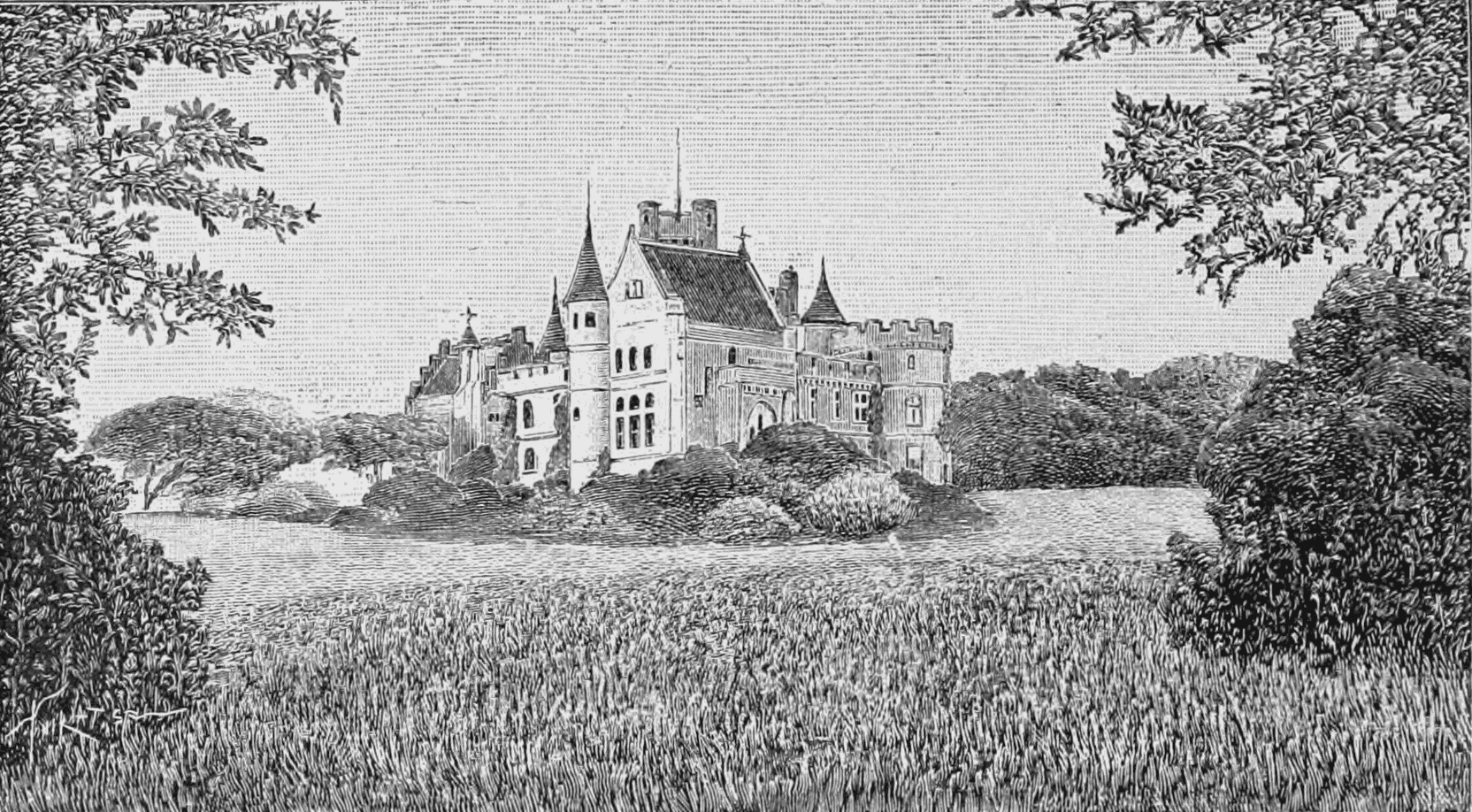
Dibujo del castillo en una revista estadounidense (Popular Science Monthly, 1898).
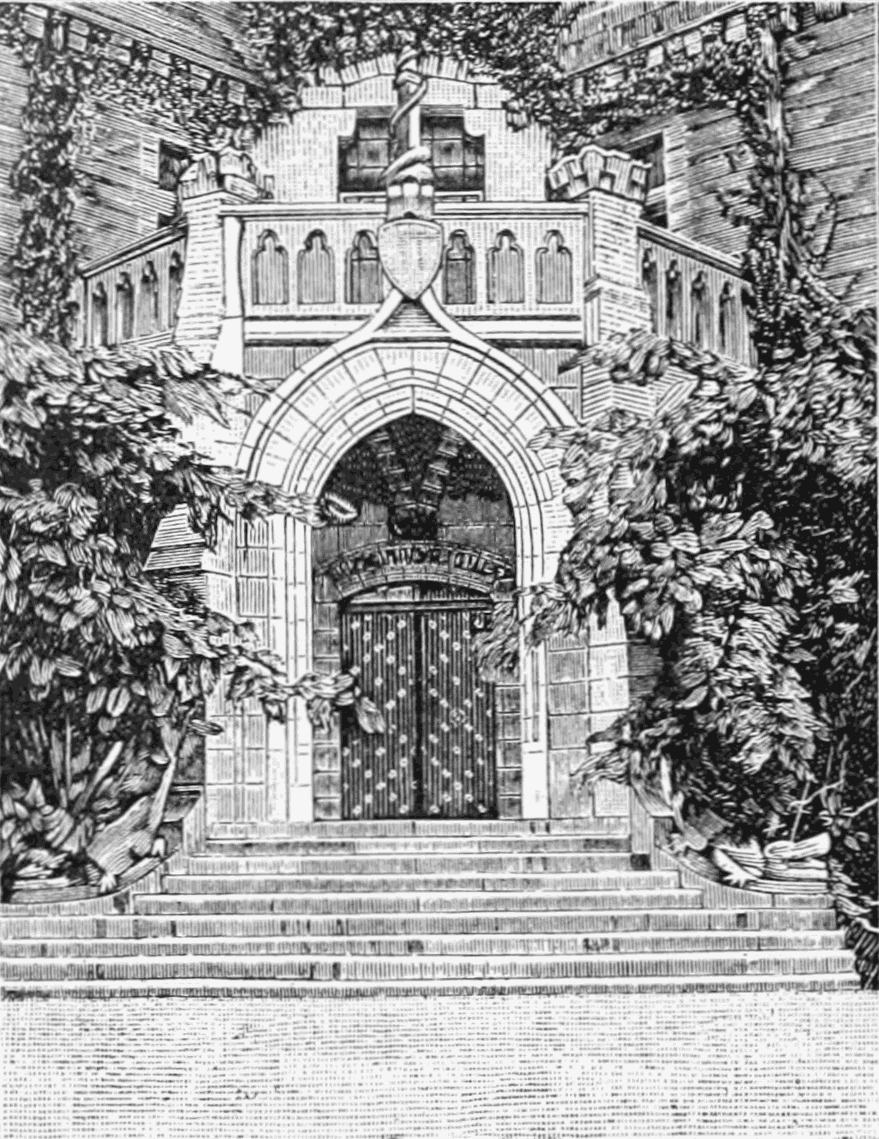
Entrada principal (Popular Science Monthly, 1898).

### Eugène Viollet-le-Duc y Edmond Duthoit
Dominando el mar Cantábrico, el castillo está construido en el dominio de Abbadia según los planos de Eugène Viollet-le-Duc y Edmond Duthoit en un estilo neogótico entre 1864 y 1879, diseñado a petición de Antoine d'Abbadie d'Arrast, astrónomo y explorador, así como antropólogo y lingüista, miembro de la Academia de Ciencias, quien soñaba con un castillo observatorio de estilo neogótico donde se mezclaran sus pasiones orientalistas, africanas y cristianas. La influencia orientalista de los viajes de A. Abbadie en Abisinia (Etiopía) y en Egipto se refleja ampliamente en toda la decoración interior.
En 1857, Antoine d'Abbadie encargó al arquitecto Clément Parent un plan «en el estilo a ojivas». El proyecto de C. Parent (1859) evoca demasiado la Renacimiento francesa. Antoine d'Abbadie se dirigió entonces a Auguste Magne (1860) y la construcción comenzó en 1864.
En 1857, Eugène Viollet-le-Duc restauró el château de Pierrefonds (Oise) y continuó una campaña de restauración de fortalezas medievales en los años 1860 mientras se interesaba en el antiguo Egipto. El  Antoine d'Abbadie solicitó a E. Viollet-le-Duc, pero este disponía de poco tiempo para dedicar al proyecto neogótico y lo confió a su discípulo Edmond Duthoit que se entusiasmó con la arquitectura árabe (era entonces director en jefe de los Monumentos históricos en Argelia). Finalmente, los planos de C. Parent se conservaron, pero las fachadas fueron modificadas. Los maestros de obra se sucedieron (Darrigo, Delarocque, Fréson y Dartéguy).
Los roles respectivos de los maestros de obra, E. Viollet-le-Duc y E. Duthoit, han sido durante mucho tiempo discutidos ya que sus realizaciones pueden confundirse. Su colaboración fue ejemplar. De hecho, la contribución de E. Viollet-le-Duc al proyecto arquitectónico de Abbadia fue especialmente discutida con motivo de la exposición Viollet-le-Duc en el Grand Palais (1979). El edificio no figura en el catálogo de la exposición, referencia reconocida para el estudio del restaurador de Carcassonne, Vézelay y Notre-Dame de París. Abbadia ha sido considerado durante mucho tiempo como una obra realizada esencialmente por E. Duthoit.
E. Viollet-le-Duc remodeló la organización horizontal propuesta por C. Parent, especialmente en lo que respecta a la acogida y la lógica de circulación. E. Duthoit, quien realizó relevamientos de monumentos árabes, se inspiró en ellos para los salones orientales del castillo Abbadia y de Roquetaillade en la capilla de Saint-Michel. Su gusto por el arte árabe y la policromía tiene su origen en sus viajes científicos con el marqués de Voguë.
En 1858, se construyó un primer observatorio astronómico circular; este sería destruido posteriormente y reemplazado por el edificio paralelepípedo actual. En 1865, se cubrieron las dos alas occidental y oriental.
El diseño arquitectónico de E. Viollet-le-Duc en Abbadia propone un arte total, sin duda precursor de los comienzos del Art nouveau.

### Una amplia red artística
El arquitecto paisajista Eugène Bühler trabajó en el parque de Abbadia, creó la granja Aragorri - los comunes del castillo - y realizó una reorganización territorial del barrio de Subernoa donde está ubicado el castillo y del cual Antoine d'Abbadie es el principal propietario. Amigo íntimo de Antoine d'Abbadie, E. Bühler aparece como un verdadero consejero en materia de arquitectura y decoración.
La red artística del castillo de Abbadia cuenta con nombres reputados del mundo del arte del XIX: Charles-Laurent Maréchal (vidrieras), Adrien Guignet (pintura), Dantan jeune (escultura), Léon Parvillée (cerámica orientalista), Schoch-Läderach (ceramista), la faïencerie de Gien, Placide Poussielgue-Rusand y Jean-Alexandre Chertier (artes preciosas), Philippe-Joseph Brocard (esmaltador en vidrio), Raulin (ebanistería chinesca) y la firma berlinesa Renaissance (mobiliario).
Eclecticismo, lujo y refinamiento se combinan con los avances tecnológicos y sociales de la época; se realizaron pedidos a las empresas inglesas Simpson & Son, Maw & Co y Hart, Son, Peard & Co y a las marcas parisinas como Au Bon Marché y a los Grands Magasins du Louvre.

## La mano de obra y los materiales
La contratación de los trabajadores se basó en la población vasca, más que por razones logísticas tradicionales, por solidaridad cultural; A. d'Abbadie era consciente del motor económico que representaba su proyecto. El canónigo Inchauspé y el padre vizcaíno Arana están implicados en la contratación de la mano de obra.
Las gárgolas, cocodrilos y serpiente que decoran el pórtico de entrada del castillo están tallados en piedra caliza de Béhobie (Cretácico superior). Moellones rosados, blancos y negros constituyen las fachadas. La cantera de Iharxekoborda, cercana al castillo, proporcionó los materiales, una caliza blanca o ligeramente rojiza, la “caliza de Lasseube”, para los moellones de los muros, al igual que la cantera de Lohia, al pie del acantilado, que era propiedad de A. d'Abbadie. Los moellones negros provienen probablemente de la cantera de Laffitenborda en Urrugne y los moellones rosados de la ciudad de Fuenterrabía (Hondarribia, Guipúzcoa). Estos constituyen otra tonalidad de la caliza de Lasseube transportada por barco a través del Bidasoa y desembarcada en Ondarralzu (playa de Hendaya, hoy en día represada, Cf. el paseo de la bahía de Chingoudy). La mayoría de los marcos, puertas y ventanas, provienen de la cantera de Sorgin Silo, entre la bahía de Lohia y la casa Haïçabia. Finalmente, la piedra blanca es una caliza albiana (Cretácico inferior) de Ascain, transportada por la Nivelle hasta San Juan de Luz y luego por carreta de bueyes hasta Abbadia.

## Los elementos del castillo
La arquitectura exterior del edificio es de estilo neogótico irlandés. Se compone de un edificio central (torre cuadrada) de donde parten tres extensiones:
- un ala sur, destinada a las recepciones y terminada por la torre redonda;
- un ala este, de habitación, terminada por la capilla;
- el observatorio situado al noroeste y al cual se accede cruzando una pequeña torre cuadrada (a 45°); la luneta meridiana se encuentra en el extremo oeste, observando por aperturas cerradas con postigos.

El conjunto de torres y alas está almenado. Tres torrecillas completan el edificio: sobre la torre redonda (orientada al noreste), en el extremo sureste del ala que conduce a la capilla y en el ángulo noreste del observatorio (escalera).
El pórtico de entrada se encuentra al sureste entre las dos alas; la puerta abre sobre el amplio vestíbulo (sur de la torre central) de 10 m de altura, bajo la estatua de Abdullah. La visión hacia La Rhune desemboca en el lado este de la puerta de entrada.
El cuerpo central alberga (lado norte) la sala de honor en la planta baja y la biblioteca en el primer piso.
El ala sur alberga:
- en la planta baja, el comedor (cuya ventana en la fachada este está rematada con inscripciones cúficas) y el gran salón en la torre (con su fumador árabe en la torrecilla);
- en el primer piso (lado oeste), la habitación de Etiopía (azul), la habitación de Jerusalén (roja) y la habitación de la torre.

El ala este alberga:
- en la planta baja (lado norte), el pequeño salón denominado salón árabe y luego la capilla;
- en el primer piso, la habitación de Virginie, con su tocador persa en la torrecilla y su tribuna abierta a la capilla, permitiendo seguir el servicio religioso.